# Okręg wyborczy województwo warszawskie do Senatu Rzeczypospolitej Polskiej (1989–2001)
Okręg wyborczy województwo warszawskie do Senatu Rzeczypospolitej Polskiej obejmował w latach 1989–2001 obszar województwa warszawskiego. Wybierano w nim 3 senatorów, przy czym w latach 1989–1991 obowiązywała zasada większości bezwzględnej, zaś w latach 1991–2001 – większości względnej.
Powstał w 1989 wraz z przywróceniem instytucji Senatu. Zniesiony został w 2001, na jego obszarze utworzono nowe okręgi nr 15, 16, 17, 18 i 19.
Siedzibą okręgowej komisji wyborczej była Warszawa.

## Reprezentanci okręgu
| Rok  | Senator komitet wyborczy                             | Senator komitet wyborczy                                                                                     | Senator komitet wyborczy                             | Senator komitet wyborczy                             | Senator komitet wyborczy                             | Senator komitet wyborczy                               |
| ---- | ---------------------------------------------------- | --- | ---------------------------------------------------- | ---------------------------------------------------- | ---------------------------------------------------- | ------------------------------------------------------ |
| 1989 |                                                      | Władysław Findeisen Unia Demokratyczna (1991)                                                                |                                                      | Anna Radziwiłł                                       |                                                      | Witold Trzeciakowski                                   |
| 1991 |                                                      | Władysław Findeisen Unia Demokratyczna (1991)                                                                |                                                      | Zofia Kuratowska Unia Demokratyczna                  |                                                      | Krzysztof Piesiewicz Porozumienie Obywatelskie Centrum |
| 1993 |                                                      | Zbigniew Romaszewski Niezależny Samorządny Związek Zawodowy „Solidarność” (1993) Ruch Odbudowy Polski (1997) |                                                      | Zofia Kuratowska Unia Demokratyczna                  | Maria Łopatko Polskie Stronnictwo Ludowe             |                                                        |
| 1997 |                                                      | Zbigniew Romaszewski Niezależny Samorządny Związek Zawodowy „Solidarność” (1993) Ruch Odbudowy Polski (1997) |                                                      | Władysław Bartoszewski Unia Wolności                 |                                                      | Krzysztof Piesiewicz Akcja Wyborcza Solidarność        |
| 2001 | okręg zniesiony, patrz okręgi nr 15, 16, 17, 18 i 19 | okręg zniesiony, patrz okręgi nr 15, 16, 17, 18 i 19                                                         | okręg zniesiony, patrz okręgi nr 15, 16, 17, 18 i 19 | okręg zniesiony, patrz okręgi nr 15, 16, 17, 18 i 19 | okręg zniesiony, patrz okręgi nr 15, 16, 17, 18 i 19 | okręg zniesiony, patrz okręgi nr 15, 16, 17, 18 i 19   |

## Wyniki wyborów
Symbolem „●” oznaczono senatora ubiegającego się o reelekcję.

### Wybory parlamentarne 1989
Głosowanie odbyło się 4 czerwca 1989.
| Kandydat                                                            | Głosów  | %     |
| ------------------------------------------------------------------- | ------- | ----- |
| Władysław Findeisen                                                 | 736 293 | 67,31 |
| Anna Radziwiłł                                                      | 733 230 | 67,03 |
| Witold Trzeciakowski                                                | 733 041 | 67,01 |
| Longin Pastusiak                                                    | 160 756 | 14,70 |
| Tadeusz Sznuk                                                       | 155 657 | 14,23 |
| Stanisław Kwiatkowski                                               | 122 808 | 11,23 |
| Maria Łopatko                                                       | 121 678 | 11,12 |
| Jerzy Woy-Wojciechowski                                             | 41 650  | 3,81  |
| Marek Kotański                                                      | 40 121  | 3,67  |
| Włodzimierz Ferenstein                                              | 34 877  | 3,19  |
| Aleksander Olaszewski                                               | 23 526  | 2,15  |
| Roman Paszkowski                                                    | 22 037  | 2,01  |
| Marian Podkowiński                                                  | 18 803  | 1,72  |
| Andrzej Bem                                                         | 15 213  | 1,39  |
| Tadeusz Polak                                                       | 15 155  | 1,39  |
| Stanisław Wiśniewski                                                | 14 097  | 1,29  |
| Zygmunt Wrzosek                                                     | 13 952  | 1,28  |
| Mirosław Górecki                                                    | 13 769  | 1,26  |
| Dariusz Rosati                                                      | 13 438  | 1,23  |
| Kazimierz Kąkol                                                     | 11 200  | 1,02  |
| Roman Nowicki                                                       | 11 134  | 1,02  |
| Małgorzata Karczmar-Perkowska                                       | 10 613  | 0,97  |
| Maciej Billewicz                                                    | 10 200  | 0,93  |
| Stanisław Trepczyński                                               | 8991    | 0,82  |
| Michał Sandowicz                                                    | 8539    | 0,78  |
| Jerzy Nowak                                                         | 6135    | 0,56  |
| Kazimierz Łojewski                                                  | 5733    | 0,52  |
| Wojciech Tarnachiewicz                                              | 5158    | 0,47  |
| Stefan Jułkowski                                                    | 4840    | 0,44  |
| Janusz Połeć                                                        | 3494    | 0,32  |
| Marian Truksa                                                       | 3038    | 0,28  |
| Tadeusz Martusewicz                                                 | 2855    | 0,26  |
| Liczba głosów ważnych: 1 093 876 Źródło: Państwowa Komisja Wyborcza |         |       |

### Wybory parlamentarne 1991
Głosowanie odbyło się 27 października 1991.
| Kandydat                                              | Kandydat               | Komitet wyborczy                                                  | Głosów  |
| ----------------------------------------------------- | ---------------------- | ----------------------------------------------------------------- | ------- |
|                                                       | Zofia Kuratowska●      | Unia Demokratyczna                                                | 268 704 |
|                                                       | Krzysztof Piesiewicz   | Porozumienie Obywatelskie Centrum                                 | 214 663 |
|                                                       | Władysław Findeisen●   | Unia Demokratyczna                                                | 195 589 |
|                                                       | Włodzimierz Bojarski●  | Wyborcza Akcja Katolicka                                          | 187 149 |
|                                                       | Ligia Urniaż-Grabowska | Niezależny Samorządny Związek Zawodowy „Solidarność”              | 178 212 |
|                                                       | Maria Łopatko          | Polskie Stronnictwo Ludowe Sojusz Programowy                      | 162 574 |
|                                                       | Marek Edelman          | Unia Demokratyczna                                                | 159 050 |
|                                                       | Krzysztof Łypacewicz   | Kongres Liberalno-Demokratyczny                                   | 155 471 |
|                                                       | Ryszard Wójcik         | Wyborcza Akcja Katolicka                                          | 136 244 |
|                                                       | Leszek Grzybowski      | Sojusz Lewicy Demokratycznej                                      | 102 623 |
|                                                       | Henryk Jasiorowski     | Sojusz Lewicy Demokratycznej                                      | 91 595  |
|                                                       | Mieczysław Krajewski   | Sojusz Lewicy Demokratycznej                                      | 90 689  |
|                                                       | Mariusz Dzierżawski    | Unia Polityki Realnej                                             | 78 867  |
|                                                       | Jan Walczyk            | Unia Polityki Realnej                                             | 71 106  |
|                                                       | Krzysztof Kamiński     | Zdrowa Polska – Sojusz Ekologiczny                                | 57 243  |
|                                                       | Ryszard Ładyński       | Zdrowa Polska – Sojusz Ekologiczny                                | 55 142  |
|                                                       | Witold Florczak        | Zdrowa Polska – Sojusz Ekologiczny                                | 54 501  |
|                                                       | Jerzy Buława           | Porozumienie Ludowe                                               | 52 647  |
|                                                       | Elżbieta Sendłak       | Koalicja Polskiej Partii Ekologicznej i Polskiej Partii Zielonych | 49 521  |
|                                                       | Stefania Kołakowska    | Partia X                                                          | 48 382  |
|                                                       | Tadeusz Wyganowski     | Polskie Stronnictwo Ludowe Sojusz Programowy                      | 42 418  |
|                                                       | Sławomir Nowakowski    | Związki Zawodowe w Obronie Społeczeństwa                          | 38 685  |
|                                                       | Jolanta Jaworska       | KW Niezależnych Kandydatów                                        | 34 242  |
|                                                       | Wojciech Ziembiński    | KW Wojciecha Ziembińskiego                                        | 31 310  |
|                                                       | Bohdan Szymański       | Polskie Stronnictwo Ludowe Sojusz Programowy                      | 31 101  |
|                                                       | Krzysztof Koman        | Stronnictwo Demokratyczne                                         | 24 168  |
| Frekwencja: 50,01% Źródło: Państwowa Komisja Wyborcza |                        |                                                                   |         |

*Władysław Bojarski reprezentował w Senacie I kadencji (1989–1991) województwo wałbrzyskie, Zofia Kuratowska była przedstawicielką województwa nowosądeckiego.

### Wybory parlamentarne 1993
Głosowanie odbyło się 19 września 1993.
| Kandydat                                              | Kandydat                   | Komitet wyborczy                                                | Głosów  |
| ----------------------------------------------------- | -------------------------- | --------------------------------------------------------------- | ------- |
|                                                       | Zofia Kuratowska●          | Unia Demokratyczna                                              | 352 890 |
|                                                       | Maria Łopatko              | Polskie Stronnictwo Ludowe                                      | 243 370 |
|                                                       | Zbigniew Romaszewski●      | Niezależny Samorządny Związek Zawodowy „Solidarność”            | 237 263 |
|                                                       | Zdzisław Sadowski          | Unia Pracy                                                      | 200 638 |
|                                                       | Edwin Rozłubirski          | Sojusz Lewicy Demokratycznej                                    | 198 306 |
|                                                       | Władysław Findeisen●       | Unia Demokratyczna                                              | 197 523 |
|                                                       | Krzysztof Piesiewicz●      | Niezależny Samorządny Związek Zawodowy „Solidarność”            | 185 587 |
|                                                       | Jan Wieteska               | Sojusz Lewicy Demokratycznej                                    | 183 108 |
|                                                       | Zbigniew Porczyński        | Stowarzyszenie Przyjaciół Muzeum im. Jana Pawła II              | 155 538 |
|                                                       | Lech Drągowski             | Kongres Liberalno-Demokratyczny                                 | 134 635 |
|                                                       | Ligia Grabowska            | Niezależny Samorządny Związek Zawodowy „Solidarność”            | 133 474 |
|                                                       | Stanisław Wyganowski       | Bezpartyjny Blok Wspierania Reform                              | 103 046 |
|                                                       | Andrzej Ajnenkiel          | Bezpartyjny Blok Wspierania Reform                              | 100 876 |
|                                                       | Janusz Dąbrowski           | Bezpartyjny Blok Wspierania Reform                              | 99 394  |
|                                                       | Jan Szewczak               | Konfederacja Polski Niepodległej                                | 86 643  |
|                                                       | Edward Kurowski            | Samoobrona – Leppera                                            | 71 401  |
|                                                       | Roman Wycech               | Samoobrona – Leppera                                            | 58 264  |
|                                                       | Zenona Mamontowicz-Łojek   | „Zjednoczenie Polskie”                                          | 49 677  |
|                                                       | Halina Janaszek-Ivaničková | Samoobrona – Leppera                                            | 47 973  |
|                                                       | Krzysztof Maciąg           | Polska Partia Przyjaciół Piwa                                   | 30 267  |
|                                                       | Krzysztof Urbaniak         | KW „PASMO” Kandydata Niezależnego Krzysztofa Ryszarda Urbaniaka | 21 031  |
| Frekwencja: 52,06% Źródło: Państwowa Komisja Wyborcza |                            |                                                                 |         |

*Zbigniew Romaszewski reprezentował w Senacie II kadencji (1991–1993) województwo tarnobrzeskie.

### Wybory parlamentarne 1997
| Kandydat                                              | Kandydat                     | Komitet wyborczy                                                                      | Głosów  |
| ----------------------------------------------------- | ---------------------------- | ------------------------------------------------------------------------------------- | ------- |
|                                                       | Krzysztof Piesiewicz         | Akcja Wyborcza Solidarność                                                            | 532 324 |
|                                                       | Władysław Bartoszewski       | Unia Wolności                                                                         | 470 016 |
|                                                       | Zbigniew Romaszewski●        | Ruch Odbudowy Polski                                                                  | 433 005 |
|                                                       | Krzysztof Czeszejko-Sochacki | Sojusz Lewicy Demokratycznej                                                          | 257 599 |
|                                                       | Marian Woronin               | Sojusz Lewicy Demokratycznej                                                          | 246 583 |
|                                                       | Mirosława Kątna              | Sojusz Lewicy Demokratycznej                                                          | 239 550 |
|                                                       | Wanda Nowicka                | Unia Pracy                                                                            | 188 572 |
|                                                       | Marcin Dybowski              | KW Niezależnego Kandydata Prawicy                                                     | 116 847 |
|                                                       | Andrzej Wójcik               | Unia Prawicy Rzeczypospolitej                                                         | 86 509  |
|                                                       | Wiesław Feliksiak            | Krajowa Partia Emerytów i Rencistów                                                   | 67 766  |
|                                                       | Stanisław Szczuka            | Unia Prawicy Rzeczypospolitej                                                         | 64 470  |
|                                                       | Witold Gadomski              | Krajowa Partia Emerytów i Rencistów                                                   | 63 568  |
|                                                       | Mariusz Dzierżawski          | KW Mariusza Dzierżawskiego                                                            | 46 845  |
|                                                       | Jerzy Krzekotowski           | Polskie Stowarzyszenie Mieszkalnictwa, Budowy Miast, Urbanistyki i Ochrony Środowiska | 34 489  |
|                                                       | Bogusław Rybicki             | KW Forum Patriotyczne Ojczyzna                                                        | 21 147  |
|                                                       | Aleksander Legatowicz        | KW „Ruch Moja Ojczyzna”                                                               | 21 041  |
|                                                       | Piotr Rotkiewicz             | KW „Ruch Moja Ojczyzna”                                                               | 17 262  |
|                                                       | Sławomir Jankowski           | KW „Ruch Moja Ojczyzna”                                                               | 9483    |
| Frekwencja: 57,23% Źródło: Państwowa Komisja Wyborcza |                              |                                                                                       |         |